# Prva ljubezen
„Prva ljubezen“ (на български: Първа любов) е словенската песен на детската „Евровизия 2015“, изпълнявана от Лина Кудозович.
Нейни автори са самата певица, Себина Кудозович (майката на певицата), „Maraaya“ и Крешимир Томец.
„Песента ми е за преживяване, през което всеки трябва да премине. Първата любов е нещо, което се запомни завинаги“, споделя певицата.